# Michael Qualls
Michael Qualls (Shreveport, 20 gennaio 1994) è un cestista statunitense.